# Giustinianijeva Atena
Paroški marmorni kip Giustinianijeve Atene ali Giustinianijeve Minerve je rimska marmorna kopija grškega kipa Atene Palas iz poznega 5. ali zgodnjega 4. stoletja pr. n. št.
Skulptura je bila verjetno kultna podoba , ne pa dekorativna kulturna trofeja. Kača pri Atenini desni nogi spominja na arhaičen mit o Erihtoniju in njegovo kačjo obliko. Podlakti so restavrirane, prav tako tudi kopje in sfinga na boginjini korintski čeladi.

## Odkritje in ugled
Odkrit je bil v zgodnjem 17. stoletju  v ruševinah desetstranskega nimfeja na hribu Eskvilin, ki so ga tako pomotoma označili kot tempelj Minerve zdraviteljice. Pietro Santi Bartoli, tudi v 17. stoletju, je navedel drugo najdišče, to je Minervin park (Orto di Minerva) v bližini cerkve svete Marije nad Minervo v Rimu (Santa Maria sopra Minerva), za katero velja, da je bila zgrajena nad templjem Minerve (posvečen je bil Pompeju Velikemu 62 pr. n. št.). Zaradi kakovosti je bila v 19. stoletju znana kot kopija Fidijevega kipa, vključena pa je bila med štukature, ki so predstavljale odlično evropsko skulpturo, ki je bila sestavni del nemškega paviljona na razstavi v Lousiani (Louisiana Purchase Exposition, St. Louis, 1904). 
Ime kipa se nanaša na zbirko Vincenza Giustinianija v Giustinianijevi palači, bil je luksuzno narejen in objavljen v reviji Galleria Giustiniana (Rim, 1631). Očitno v obdobju, ko je bil kip v Giustinianijevi zbirki, nikoli ni bil kopiran: Winckelmann ga ni nikoli omenil, čeprav je prav on prvi opisal strogi klasični slog. Konec stoletja so ga občudovali zlasti britanski obiskovalci: Giustinianijev kustos je Goetheju povedal, da je bila obnovljena roka bolj bela kot preostali kip, ker so jo Angleži pogosto poljubljali . Doprsje, ki je bilo prilagojeno tej Minervi (podobna Atena v Velletriju je bila kasnejše odkritje), je bilo namizni okras v več kot ducat portretih Pompea Batonija pri angleških obiskovalcih v Rimu . Ko je bil francoski kipar Claude Michel, ki je sprejel grško ime "Klodion", učenec na francoski akademiji v Rimu (1762–71), je naredil izpopolnjeno in natančno izdelano terakotno Minervo, ki kaže umetnost priznanih starin, zlasti Giustinianijeve Minerve. 
Giustinianijeva Minerva, kot je bila imenovana, je ušla usodi preostale Giustinianijeve zbirke, ki je bila leta 1807 med Napoleonovo zasedbo umaknjena v Pariz, kjer je do neke mere propadla. Leta 1815 je Friderik Viljem III. kupil vse, kar je ostalo, še zlasti približno 170 slik, jih odnesel v Berlin, kjer so postale del kraljevega muzeja.
Minervo je odkupil Lucien Bonaparte leta 1805 in jo namestil v veliki dvorani svoje rimske rezidence, Palazzo Nunez. Leta 1817 jo je prodal papežu Piju VII., ki jo je naročil za dvorano Braccio Nuovo v Vatikanskih muzejih. Ko je bila dvorana Braccio Nuovo leta 1822 odprta, je bil vanjo uvrščen tudi Minervin kip, kjer je še danes.